# Корсиканський дикий кіт
Корсиканський дикий кіт — це здичавілий свійський кіт (Felis catus), який раніше вважався підвидом африканської дикої кішки (Felis lybica), але зараз вважається інтродукованим на Корсику приблизно на початку першого тисячоліття.
У 2019 році кілька газет повідомляли про нібито відкриття корсиканської дикої кішки як раніше невідомого виду котів, називаючи її «котяча лисиця».

## Таксономія
Наукову назву Felis reyi запропонував Луїс Лаводен 1929 року. Він описав шкіру та череп жіночого зразка кота з Бігулії та вважав це новим видом. Він був перекласифікований як підвид африканської дикої кішки Реджинальдом Іннесом Пококом, який оглянув шкури Феліса у колекції Музею природознавства в Лондоні. Після зооархеологічних досліджень на Корсиці, вважалося, що він був занесений на острів під час існування Римської імперії, ймовірно, що походить із домашніх котів. Станом на 2017 рік він більше не вважається дійсним видом або підвидом.

## Опис
Корсиканська дика кішка була описана як темніша за африканську дику кішку з коротшим хвостом і темно-коричневим покровом на задній частині вух.